# 生成文法
在理論語言學中，生成文法（英語：generative grammar）是一種嘗試接近句法學（英語：Syntax）的方式 。生成文法嘗試給出一套規則，其能正確的預測，在一個語言中，甚麼樣的詞匯組合能成為正確的句子；而在討論生成文法的同時，這些規則通常也能預測句子中的構詞法。

## 文法緣起與沿革
生成文法源於50年代末語言學家喬姆斯基的研究工作（他的理論在較早的版本裡叫做轉換文法（transformational grammar; TGG）。這個詞現在作為集合名詞，指此理論以及其後繼），而後來也有各種版本的生成語法理論與之爭鳴。喬姆斯基目前的理論稱作「最簡方案」（Minimalist Program; MP）。其他著名的理論包括主辭驅動句構造文法（Head-driven phrase structure grammar; HPSG），語彙機能文法（Lexical functional grammar; LFG），範疇文法（Categorial grammar; CG），關係文法（Relational grammar; RG），以及樹-鄰接文法（Tree-adjoining grammar; TAG）。
喬姆斯基認為，生成文法中的性質來自一種“天生的”普遍語法。提倡生成文法的學者認為，大多數的語法並不是由於交際功能而產生的，也不是簡單地從環境中學得的（見刺激貧乏論）。在這方面，生成文法中的觀點與認知文法、功能主義或行為主義的理論都有所區別。
在大多數的生成文法理論中，一個句子要麼是“正確的”，要麼是“不正確的”（或叫作“形式完整／不完整的”）。換句話說，生成文法的規則作為一個算法，對一個句子的合法度（符合語法的程度；grammaticality）進行預測，但只得出是／否的結果。在這方面，生成文法又不同於那種把合法度作為隨機變量來處理的所謂隨機文法（stochastic grammar）。不過，在生成文法一些新近的研究中也可以看到隨機性的使用，比如 Joan Bresnan 的有關優選理論（optimality theory; OT）的工作。

## 批評

### 缺乏證據
生成語法的創造者喬姆斯基相信已經找到了語言學證據，表明儿童並非從語法結構學得語言，而是從普遍語法中「習得」（acquired）。這引出了刺激貧乏論。然而，後來發現喬姆斯基的語言分析並不完善。
沒有證據表明句法結構是天生的。雖然FOXP2基因的發現為此帶來了一些希望，但仍不足以支持這就是「語法基因」或和語法語言的出現有很大關系 。
使用ERP進行的神經科學研究也沒有發現「人類的大腦像處理動詞短語一樣處理語法對象」的科學證據。因此，生成語法對神經語言學來說並非一個有用的模型。
遺傳學家也聲稱，語言是置放在它自己的心靈模塊中，並且第一語言處理與其他類型的信息處理（例如數學）之間沒有交互作用。這種說法並非基於對大腦如何工作的研究或普遍科學理解
喬姆斯基回應了批評，強調他的理論實際上是反證據的。然而，他認為這項研究的真正價值要到後來才會明白，就像伽利略的情況一樣。

## 含暫譯術語
- 主辭驅動句構造文法（head-driven phrase structure grammar）
- 語彙機能文法（lexical functional grammar）
- 範疇文法
- 關係文法（relational grammar）
- 樹-鄰接文法（tree-adjoining grammar）
- 刺激貧乏論
- 認知文法
- 優選理論

## 延伸閱讀
- Chomsky, Noam. 1965. Aspects of the theory of syntax. Cambridge, Massachusetts: MIT Press.
- Hurford, J. (1990) Nativist and functional explanations in language acquisition. In I. M. Roca (ed.), Logical Issues in Language Acquisition, 85-136. Foris, Dordrecht.
- Isac, Daniela; Charles Reiss. . Oxford University Press. 2008. ISBN 978-0199534203. 外部链接存在于|title= (帮助)